# Halbblattfingergeckos
Die Halbblattfingergeckos (Hemiphyllodactylus) sind eine Gattung der Geckos, die in Asien und Ozeanien verbreitet ist.

## Beschreibung
Rumpf sowie Finger und Zehen sind schlank. Die jeweils inneren sind nur rudimentär ausgebildet und ohne Krallen oder nur mit sehr schwach ausgeprägten Krallen. Die Pupillen stehen senkrecht. Der Rücken ist mit kleinen, körnigen Schuppen bedeckt. Männchen weisen Präanal- und Femoralporen auf.
Die Geckos legen kalkschalige Eier.

## Verbreitungsgebiet
Die Gattung ist in Südasien, Ostasien, Südostasien und Ozeanien verbreitet. Sie kommt in Indien, Myanmar, Vietnam, Laos, Thailand, China, Malaysia, Philippinen, Kambodscha und auf Inselgruppen im Pazifik vor.

## Systematik
Die Gattung wurde 1860 von Pieter Bleeker mit der Typusart Hemiphyllodactylus typus erstbeschrieben.
Die Reptile Database unterscheidet 56 rezente Arten (Stand Mai 2024):
| Wissenschaftlicher Name                                      | Erstbeschreibung                                                                                | Verbreitungsgebiet | Gefährdungsstatus Rote Liste der IUCN | Bild                                                         |
| ------------------------------------------------------------ | ----------------------------------------------------------------------------------------------- | --- | ------------------------------------- | ------------------------------------------------------------ |
| Hemiphyllodactylus arakuensis                                | Agarwal, Khandekar, Giri, Ramakrishnan & Karanth, 2019                                          | Indien (Andhra Pradesh) | 2021                                  | Hemiphyllodactylus arakuensis                                |
| Hemiphyllodactylus aurantiacus                               | (Beddome, 1870)                                                                                 | Südindien | 2021                                  | Hemiphyllodactylus aurantiacus                               |
| Hemiphyllodactylus banaensis                                 | Ngo Van Tri, Grismer, Thai & Wood, 2014                                                         | Vietnam (Hòa Vang) | 2018                                  |                                                              |
| Hemiphyllodactylus bintik                                    | Grismer, Wood, Anuar, Quah, Muin, Onn, Sumarli & Loredo, 2015                                   | West-Malaysia (Terengganu) | 2018                                  |                                                              |
| Hemiphyllodactylus bonkowskii                                | Nguyen, Do, Ngo, Pham, Pham, Le & Ziegler, 2020                                                 | Vietnam (Hoa Binh) |                                       |                                                              |
| Hemiphyllodactylus cattien                                   | Yushchenko, Grismer, Bragin, Dac & PoyarkovV, 2023                                              | Vietnam (Đồng Nai: Nationalpark Cát Tiên) |                                       | Hemiphyllodactylus cattien                                   |
| Hemiphyllodactylus changningensis                            | Guo, Zhou, Yan & Li, 2015                                                                       | China (Yunnan) | 2021                                  |                                                              |
| Hemiphyllodactylus chiangmaiensis                            | Grismer, Wood & Cota, 2014                                                                      | Thailand (Chiang Mai) | 2018                                  | Hemiphyllodactylus chiangmaiensis                            |
| Hemiphyllodactylus cicak                                     | Cobos, Grismer, Wood, Quah, Anuar & Muin, 2016                                                  | Malaysia (Pulau Pinang) | 2018                                  |                                                              |
| Hemiphyllodactylus dalatensis                                | Do, Nguyen, Le, Pham, Ziegler & Nguyen, 2021                                                    | Vietnam (Lam Dong) |                                       |                                                              |
| Hemiphyllodactylus dupanglingensis                           | Zhang, Qian & Yang, 2020                                                                        | China (Hunan, Guangxi) |                                       |                                                              |
| Hemiphyllodactylus dushanensis                               | (Zhou & Liu, 1981)                                                                              | China (Guizhou) |                                       |                                                              |
| Hemiphyllodactylus engganoensis                              | Grismer, Riyanto, Iskandar & Mcguire, 2014                                                      | Indonesien (Sumatra) | 2021                                  |                                                              |
| Hemiphyllodactylus flaviventris                              | Sukprasert, Sutthiwises, Lauhachinda & Taksintum, 2018                                          | Ost-Thailand (Chanthaburi) |                                       |                                                              |
| Hemiphyllodactylus ganoklonis                                | Zug, 2010                                                                                       | Palau | 2013                                  |                                                              |
| Hemiphyllodactylus goaensis                                  | Khandekar, Parmar, N Sawant & Agarwal, 2021                                                     | Indien (Goa) |                                       |                                                              |
| Hemiphyllodactylus harterti                                  | (Werner, 1900)                                                                                  | West-Malaysia | 2018                                  |                                                              |
| Hemiphyllodactylus hongkongensis                             | Sung, Lee, Ng, Zhang & Yang, 2018                                                               | China (Hong Kong) | 2021                                  | Hemiphyllodactylus hongkongensis                             |
| Hemiphyllodactylus huishuiensis                              | Yan, Lin, Guo, Li & Zhou, 2016                                                                  | China (Guizhou) | 2021                                  |                                                              |
| Hemiphyllodactylus indosobrinus                              | Eliades, Phimmachak, Sivongxay, Siler & Stuart, 2019                                            | Laos (Champasak) |                                       |                                                              |
| Hemiphyllodactylus insularis                                 | Taylor, 1918                                                                                    | Philippinen | 2009                                  |                                                              |
| Hemiphyllodactylus jinpingensis                              | (Zhou & Liu, 1981)                                                                              | China (Yunnan) |                                       |                                                              |
| Hemiphyllodactylus jnana                                     | Agarwal, Khandekar, Giri, Ramakrishnan & Karanth, 2019                                          | Indien (Karnataka, Tamil Nadu) | 2021                                  | Hemiphyllodactylus jnana                                     |
| Hemiphyllodactylus khlonglanensis                            | Sukprasert, Sutthiwises, Lauhachinda & Taksintum, 2018                                          | West-Thailand (Kamphaeng Phet) |                                       | Hemiphyllodactylus khlonglanensis                            |
| Hemiphyllodactylus kiziriani                                 | Nguyen, Botov, Le Duc, Nophaseud, Bonkowski & Ziegler, 2014                                     | Laos (Luang Prabang) | 2018                                  |                                                              |
| Hemiphyllodactylus kolliensis                                | Agarwal, Khandekar, Giri, Ramakrishnan & Karanth, 2019                                          | Indien (Tamil Nadu) | 2021                                  | Externes Bild (Bitte Urheberrechte beachten)                 |
| Hemiphyllodactylus kyaiktiyoensis                            | Grismer, Wood, Quah, Thura, Oaks & Lin, 2020                                                    | Myanmar (Mon) |                                       |                                                              |
| Hemiphyllodactylus larutensis                                | (Boulenger, 1900)                                                                               | Malaysia | 2018                                  |                                                              |
| Hemiphyllodactylus linnwayensis                              | Grismer, Wood, Thura, Zin, Quah, Murdoch, Grismer, Li, Kyaw & Lwin, 2017                        | Myanmar (Shan) |                                       |                                                              |
| Hemiphyllodactylus longlingensis                             | (Zhou & Liu, 1981)                                                                              | China (Yunnan) |                                       |                                                              |
| Hemiphyllodactylus lungcuensis                               | Luu, Nguyen, Do, Pham, Hoang, Nguyen, Le, Ziegler, Grismer & Grismer, 2023                      | Vietnam (Hà Giang) |                                       |                                                              |
| Hemiphyllodactylus margarethae                               | Brongersma, 1931                                                                                | Indonesien | 2021                                  |                                                              |
| Hemiphyllodactylus minimus                                   | Mohapatra, Khandekar, Dutta, Mahapatra & Agarwal, 2020                                          | Indien (Odisha) |                                       |                                                              |
| Hemiphyllodactylus montawaensis                              | Grismer, Wood, Thura, Zin, Quah, Murdoch, Grismer, Li, Kyaw & Lwin, 2017                        | Myanmar (Shan) |                                       |                                                              |
| Hemiphyllodactylus nahangensis                               | Do, Pham, Phan, Le, Ziegler & Nguyen, 2020                                                      | Vietnam (Tuyen Quang) |                                       |                                                              |
| Hemiphyllodactylus ngocsonensis                              | Nguyen, Do, Ngo, Pham, Pham, Le & Ziegler, 2020                                                 | Vietnam |                                       |                                                              |
| Hemiphyllodactylus ngwelwini                                 | Grismer, Wood, Quah, Thura, Oaks & Lin, 2020                                                    | Myanmar (Shan) |                                       |                                                              |
| Hemiphyllodactylus nilgiriensis                              | Agarwal, Bauer, Pal, Srikanthan & Khandekar, 2020                                               | Indien (Tamil Nadu) |                                       |                                                              |
| Hemiphyllodactylus pardalis                                  | Grismer, Yushchenko, Pawangkhanant, Naiduangchan, Nazarov, Orlova, Suwannapoom & Poyarkov, 2020 | West-Thailand (Ratchaburi) |                                       | Hemiphyllodactylus pardalis                                  |
| Hemiphyllodactylus peninsularis                              | Agarwal, Bauer, Pal, Srikanthan & Khandekar, 2020                                               | Indien (Tamil Nadu) |                                       |                                                              |
| Hemiphyllodactylus pinlaungensis                             | Grismer, Wood, Quah, Thura, Oaks & Lin, 2020                                                    | Myanmar (Shan) |                                       |                                                              |
| Hemiphyllodactylus serpispecus                               | Eliades, Phimmachak, Sivongxay, Siler & Stuart, 2019                                            | Laos (Houaphanh) |                                       |                                                              |
| Hemiphyllodactylus simaoensis                                | Agung, Chorneloa, Grismer, Grismer, Quah, Lu, Tomlinson & Hughes, 2022                          | |                                       |                                                              |
| Hemiphyllodactylus tehtarik                                  | Grismer, Wood Jr, Anuar, Muin, Quah, Mcguire, Brown, Van Tri & Thai, 2013                       | West-Malaysia (Terengganu) | 2018                                  |                                                              |
| Hemiphyllodactylus titiwangsaensis                           | Zug, 2010                                                                                       | West-Malaysia (Pahang) | 2018                                  | Hemiphyllodactylus titiwangsaensis                           |
| Hemiphyllodactylus tonywhitteni                              | Grismer, Wood, Thura, Zin, Quah, Murdoch, Grismer, Li, Kyaw & Lwin, 2017                        | Myanmar (Shan) |                                       |                                                              |
| Gewöhnlicher Halbblattfingergecko (Hemiphyllodactylus typus) | Bleeker, 1860                                                                                   | Indien (Andamanen und Nikobaren), Sri Lanka, Indonesien, Thailand, West-Malaysia, Singapur, Ozeanien, Myanmar, Philippinen, Sulawesi, Indonesien, China, Taiwan, Papua-Neuguinea, Neukaledonien, Loyalitätsinseln, Tonga, Marquesas, Gesellschaftsinseln, Salomonen, Fidschi, Mauritius, Réunion, Rodrigues; eingeführt: Japan (Ryukyu-Inseln), USA (Hawaii) |                                       | Gewöhnlicher Halbblattfingergecko (Hemiphyllodactylus typus) |
| Hemiphyllodactylus uga                                       | Grismer, Wood, Thura, Zin, Quah, Murdoch, Grismer, Li, Kyaw & Lwin, 2018                        | Myanmar (Mandalay) |                                       |                                                              |
| Hemiphyllodactylus yanshanensis                              | Agung, Chornelia, Grismer, Grismer, Quah, Lu, Tomlinson & Hughes, 2022                          | |                                       |                                                              |
| Hemiphyllodactylus yunnanensis                               | (Boulenger, 1903)                                                                               | China (Guizhou, Yunnan, Xizang), Kambodscha, Nord-Myanmar, Laos, Thailand, Vietnam | 2019                                  |                                                              |
| Hemiphyllodactylus ywanganensis                              | Grismer, Wood, Thura, Zin, Quah, Murdoch, Grismer, Li, Kyaw & Lwin, 2018                        | Myanmar (Shan) |                                       |                                                              |
| Hemiphyllodactylus zalonicus                                 | Grismer, Chit, Pawangkhanant, Nazarov, Zaw & Poyarkov, 2021                                     | Myanmar (Sagaing) |                                       |                                                              |
| Hemiphyllodactylus zayuensis                                 | Jiang, Wang & Che, 2020                                                                         | China (Tibet) |                                       |                                                              |
| Hemiphyllodactylus zhutangxiangensis                         | Agung, Grismer, Grismer, Quah, Chornelia, Lu & Hughes, 2021                                     | China (Yunnan) |                                       |                                                              |
| Hemiphyllodactylus zugi                                      | Nguyen, Lehmann, Le Duc, Duong, Bonkowski & Ziegler, 2013                                       | Nord-Vietnam (Cao Bang) | 2018                                  |                                                              |
| Hemiphyllodactylus zwegabinensis                             | Grismer, Wood, Quah, Thura, Oaks & Lin, 2020                                                    | Myanmar (Kayin) |                                       |                                                              |